# L'Enlèvement d'Europe (Tiepolo)
Pour les articles homonymes, voir L'Enlèvement d'Europe.
L'Enlèvement d'Europe est un tableau réalisé par Giambattista Tiepolo dans les années 1720-1721. Il est basé sur le célèbre épisode décrit dans le poème latin Les Métamorphoses d'Ovide : la princesse mythologique phénicienne Europe, aimée de Zeus, est ici représentée sous les traits de Maria Cecilia Guardi, épouse du peintre.
L'œuvre est conservée aux Galeries de l'Académie de Venise.